# فيسلين فوكوفيتش
فيسلين فوكوفيتش (بالسيريلية الصربية: Веселин Вуковић) مواليد 19 ديسمبر 1958 في ستروغا، جمهورية يوغوسلافيا الاشتراكية الاتحادية، هو لاعب كرة يد صربي سابق أصبح مدرباً. مثل منتخب صربيا لكرة اليد. شارك في دورة الألعاب الأولمبية الصيفية سنة 1984.

## سجل المنافسة
شارك في البطولات التالية:
- بطولة أوروبا لكرة اليد للرجال 2012
- الألعاب الأولمبية الصيفية 2012

## الميداليات
| الميدالية | المسابقة                           |
| --------- | ---------------------------------- |
| ذهبية     | الألعاب الأولمبية الصيفية 1984     |
| فضية      | بطولة أوروبا لكرة اليد للرجال 2012 |

## روابط خارجية
- فيسلين فوكوفيتش على موقع أوليمبيديا (الإنجليزية)